# Peuples indo-aryens
Les peuples indo-aryens ou indiens sont une collection diversifiée de groupes ethnolinguistiques parlant des langues indo-aryennes, un sous-groupe de la famille des langues indo-européennes. Il y a plus d'un milliard de locuteurs natifs de langues indo-aryennes, dont la plupart sont originaires du sous-continent indien et que l'on trouve actuellement dans toute l'Asie du Sud, où ils forment la majorité.

## Histoire
Certaines des théories proposées au XXe siècle pour la dispersion des langues indo-aryennes sont décrites par le linguiste Colin Masica (en) dans le chapitre « Contexte historique et développement de l'indoaryen » de son livre « Les langues indoaryennes ».
Une théorie récente de la migration indo-aryenne - proposée par l'anthropologue David W. Anthony (dans « The Horse, The Wheel and Language » - Le cheval, la roue et la langue) et par les archéologues Elena Efimovna Kuzmina (en) et James Patrick Mallory - affirme que l'introduction des langues indo-aryennes dans le sous-continent indien est le résultat de la migration des populations de la culture sintashta,, à travers la culture bactro-margienne, vers le sous-continent nord indien (Inde moderne, Népal, Bangladesh et Pakistan). Ces migrations ont commencé vers 1800 av. J.-C., après l'invention du char de guerre, et ont également apporté les langues indo-aryennes dans le Levant et peut-être en Asie intérieure. Elle s'inscrivait dans le cadre de la diffusion des langues indo-européennes de la patrie proto-indo-européenne à la steppe pontique, qui commença aux 5e et 4e millénaires avant notre ère, et des migrations indo-européennes hors des steppes eurasiennes, qui commencèrent vers 2 000 avant notre ère.
Le terme « invasion » n'est utilisé que par les opposants à la théorie de la migration indo-aryenne. Il ne reflète pas la compréhension scientifique contemporaine des migrations indo-aryennes et est simplement utilisé de manière polémique et distractive.
La diffusion de cette culture et de cette langue s'est faite par des systèmes patron-client, ce qui a permis l'absorption et l'acculturation d'autres groupes dans cette culture, et explique la forte influence sur les autres cultures avec lesquelles elle interagissait. Les Indo-Iraniens, à partir desquels les Indo-Aryens se sont développés, s'identifient à la culture Sintashta (2100-1800 av. J.-C.) et à la culture d'Andronovo, qui s'est développée vers 1800-1400 av. J.-C. dans les steppes entourant la mer d'Aral, au Kazakhstan actuel, en Ouzbékistan et au Turkménistan. Les Indo-Iraniens ont été influencés par la culture bactro-margienne, au sud de la culture d'Andronovo, à laquelle ils ont emprunté leurs croyances et pratiques religieuses distinctes. Les Indo-Aryens se séparèrent des Iraniens vers 1800-1600 av. J.-C., après quoi ils émigrèrent dans le Levant et le nord-ouest de l'Inde.
Ce scénario a été contesté par les chercheurs qui soutenaient que la culture indo-aryenne est le résultat de la culture de la vallée de l'Indus, formant la base de la culture indo-aryenne. Cette théorie alternative des Aryens indigènes (en) considérait les langues indo-aryennes comme étant entièrement indigènes au sous-continent indien et qu'elles s'étaient répandues plus tard à l'extérieur du sous-continent ; cette théorie est rejetée par la recherche traditionnelle,,,.

### Génétique
L'hypothèse de la migration indo-aryenne est confirmée par les études génétiques les plus récentes (2017),.
En 2018, une large étude génétique portant sur la formation génomique de l'Asie du Sud et centrale avance qu'« il est frappant de constater que la grande majorité des locuteurs indo-européens vivant à la fois en Europe et en Asie du Sud recèlent de nombreuses fractions d'ascendance liées aux pasteurs de la steppe de Yamna, suggérant que le « proto-indo-européen tardif », la langue ancestrale de tous les peuples modernes indo-européennes, était la langue de Yamna. Des études anciennes sur l’ADN ont documenté des mouvements de populations de la steppe vers l'ouest qui propageaient vraisemblablement cette ascendance, mais il n’existait pas de preuves anciennes d'ADN de la chaîne de transmission à l'Asie du Sud. Notre documentation sur la pression génétique à grande échelle exercée par les groupes de la steppe au deuxième millénaire avant notre ère fournit un candidat de choix, une constatation cohérente avec les preuves archéologiques de liens entre la culture matérielle dans la steppe kazakhe de l'âge du bronze moyen à tardif et la culture védique précoce en Inde. »

## Populations indo-aryennes significatives
L'Inde, avec 911 millions de personnes possède la population indo-aryenne la plus nombreuse, suivie du Pakistan (204 millions) et du Bangladesh (160 millions).